# Candidatura d'Unitat Popular
Candidatura d'Unitat Popular (CUP) är en politisk sammanslutning med hemvist i Katalanska länderna (främst Spanien), grundad 1986. Den arbetar för socialism och självständighet för de Katalanska länderna och är organiserad enligt principen för deltagardemokrati. Det vänsterradikala partiet har också ett tydligt feministiskt politiskt program.

## Politik
CUP särskiljer sig från traditionella politiska partier genom att alla (viktigare) beslut inom partiet tas av medlemmarna och inte av CUP:s valda representanter. Man arbetar för sociala rörelser och mot elitpolitisk verksamhet. Exempelvis skänks delar av parlamentsledamöternas politiska arvoden till den lokala verksamheten.

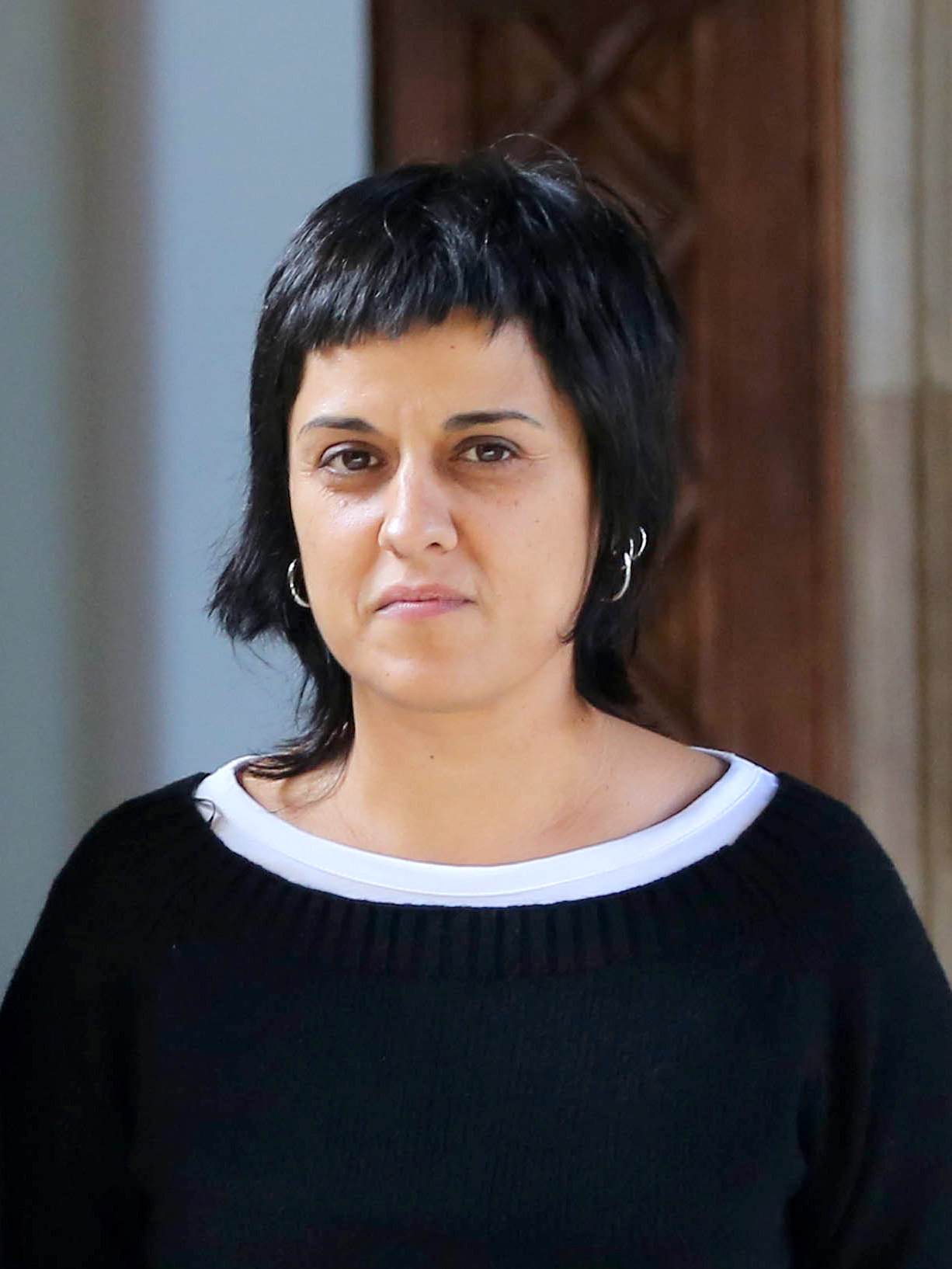
Anna Gabriel, flitig talesperson för CUP under 2010-talet.

## Representation och ledning
CUP har politisk representation i ett åttiotal kommuner i Katalonien och Valenciaregionen.
Sedan de katalanska regionvalen 2015 fungerar CUP som vågmästare i Kataloniens parlament. Man har en lös allians med regerande center-vänsterkoalitionen Junts pel Sí, med självständighet för Katalonien som huvudsaklig gemensam plattform. I budgetfrågor är dock alliansen djupt oenig, vilket bland annat ledde fram till en förtroendeomröstning i september 2016. I denna bekräftade CUP sitt stöd till Carles Puigdemont som regionpresident, samtidigt som man inte lovade något angående den ekonomiska politiken.
Bland de mer framträdande av CUP:s politiker kan nämnas David Fernàndez (gruppledare 2012–2015), Antonio Baños (fram till 2016), Anna Gabriel, Gabriela Serra och Eulàlia Reguant.